# Paul Thomas (calciatore)
Paul Thomas (Kingston, 1º giugno 1943) è un ex calciatore giamaicano.

## Carriera

### Club
Thomas ha giocato in patria sino al 1967, anno in cui si trasferì negli Stati Uniti d'America per giocare con il N.Y. Generals. Con i Generals ottenne il terzo posto della Eastern Division della NPSL, non qualificandosi per la finale della competizione.
Terminata l'esperienza statunitense torna a giocare in patria.

### Nazionale
Thomas ha giocato quattro incontri con la nazionale di calcio della Giamaica durante le qualificazioni ai mondiali 1966, conclusesi al terzo ed ultimo posto del girone finale del gruppo CONCACAF.
Nell'agosto 1965 è convocato per gli incontri d'esibizione dell'Independence Football Festival.

#### Cronologia presenze e reti in Nazionale
| Cronologia completa delle presenze e delle reti in nazionale ― Giamaica | Cronologia completa delle presenze e delle reti in nazionale ― Giamaica | Cronologia completa delle presenze e delle reti in nazionale ― Giamaica | Cronologia completa delle presenze e delle reti in nazionale ― Giamaica | Cronologia completa delle presenze e delle reti in nazionale ― Giamaica | Cronologia completa delle presenze e delle reti in nazionale ― Giamaica | Cronologia completa delle presenze e delle reti in nazionale ― Giamaica | Cronologia completa delle presenze e delle reti in nazionale ― Giamaica |
| Data                                                                    | Città                                                                   | In casa                                                                 | Risultato                                                               | Ospiti                                                                  | Competizione                                                            | Reti                                                                    | Note                                                                    |
| ----------------------------------------------------------------------- | ----------------------------------------------------------------------- | ----------------------------------------------------------------------- | ----------------------------------------------------------------------- | ----------------------------------------------------------------------- | ----------------------------------------------------------------------- | ----------------------------------------------------------------------- | ----------------------------------------------------------------------- |
| 23-01-1965                                                              | Kingston                                                                | Giamaica                                                                | 2 – 0                                                                   | Antille Olandesi                                                        | Qual. Mondiali 1966                                                     | -                                                                       |                                                                         |
| 03-02-1965                                                              | L'Avana                                                                 | Antille Olandesi                                                        | 0 – 0                                                                   | Giamaica                                                                | Qual. Mondiali 1966                                                     | -                                                                       |                                                                         |
| 08-02-1965                                                              | L'Avana                                                                 | Cuba                                                                    | 2 – 1                                                                   | Giamaica                                                                | Qual. Mondiali 1966                                                     | -                                                                       |                                                                         |
| 03-05-1965                                                              | Kingston                                                                | Giamaica                                                                | 2 – 3                                                                   | Messico                                                                 | Qual. Mondiali 1966                                                     | -                                                                       |                                                                         |
| Totale                                                                  |                                                                         | Presenze                                                                | 4                                                                       |                                                                         | Reti                                                                    | 0                                                                       |                                                                         |